# Мартин Герасков
Мартин Ивайлов Герасков е български актьор.

## Ранен живот
Герасков е роден на 12 януари 1981 г. в София. Син е на актьора Ивайло Герасков и актрисата Милена Живкова. През 1999 г. завършва 19-о СОУ „Елин Пелин“. През 2005 г. завършва НАТФИЗ „Кръстьо Сарафов“ със специалност Актьорско майсторство за драматичен театър в класа на професор Пламен Марков.

## Актьорска кариера
В периода 2002-2003 г. играе в пиесата „Олеанна“ на Дейвид Мамет. През 2003-2004 г. играе в „Макбет“ в Народен театър „Иван Вазов“. През 2005 г. е актьор в Драматичен театър „Гео Милев“. През 2006 г. участва в представлението „Джакпот“ в Младежки театър „Николай Бинев“. В последвалите две години играе в „Отклонения“ в театър Сълза и смях и „Общежитие или общо житие“, което е единственото му представление за двете години на щат към Малък градски театър „Зад канала“.
През 2009 г. се снима в клипа към песента „Трябва да знам“ на Магдалена Джанаварова.
През 2019 г. Герасков игра д-р Орлин Грънчаров в седми сезон на сериала на Нова телевизия „Откраднат живот“.

## Кариера на озвучаващ актьор
През 2008 г. Герасков започва озвучаващата си кариера с дублажа на Медиа Линк на анимационния сериал „Уич“. Други сериали, в които участва, са „Наркомрежа“, „Травълър“, „SMS“, „Магнум“, „Двама мъже и половина“ (от осми сезон), „Малки сладки лъжкини“ и „Полдарк“.
Озвучава в анимационни сериали за каналите Disney Channel, Cartoon Network и Nickelodeon. За Disney Channel участва в „Хана Монтана“ и „Тайните на Гравити Фолс“. За Cartoon Network озвучава в „Бен 10“, „Бакуган: Бойци в действие“, „Междузвездни войни: Войната на клонингите“, „Батман: Смели и дръзки“ и „Стивън Вселенски“, а за Nickelodeon във „Викторично“, „Легендата за Кора“ и други.
През 2023 г. получава номинация за наградата „Икар“ в категорията „най-добър дублаж (актьор)“ за ролята на Лайънъл Есрог в „Тъмната страна на Бруклин“, заедно с Илиян Пенев за Василий Голоборотко в „Слуга на народа“ и Александър Митрев за Руфъс в „Безкрайност“.

## Награди
Печели наградата на театъра в Благоевград за мъжка роля за ролята си на Серж в представлението „Арт“ на режисьора Калин Ангелов.

## Личен живот
Едни от хобитата му са свиренето на китара, винарството и литературата.

## Филмови и телевизионни участия
| Година | Филм                       |
| ------ | -------------------------- |
| 2002   | Marines                    |
| 2003   | Eyes Of Crystal            |
| 2004   | Хотел България             |
| 2006   | Nuremberg: Nazis on Trial  |
| 2007   | Български народни приказки |
| 2019   | Откраднат живот            |
| 2019   | Angel Has Fallen           |